# (16956) 1998 MQ11
A (16956) 1998 MQ11 egy kisbolygó a Naprendszerben. A LINEAR projekt keretében fedezték fel 1998. június 19-én.